# Terituchmes
Terituchmes († 409/408 v. Chr.), Sohn des Idernes, war ein persischer Satrap des Achämenidenreichs im 5. vorchristlichen Jahrhundert. Möglicherweise war er ein Nachkomme des Hydarnes, eines der sieben Verschwörer gegen Gaumata.
Durch seine Ehe mit der Prinzessin Amestris war Terituchmes ein Schwiegersohn des Großkönigs Dareios II. und seine Schwester Stateira († 400 v. Chr.) war verheiratet mit dem Prinzen Arsakes, dem nachmaligen Großkönig Artaxerxes II. Seinem Vater hatte Terituchmes in dessen nicht näher beschriebener Provinz, wahrscheinlich Medien, als Statthalter nachfolgen können.
Terituchmes hatte noch eine Halbschwester namens Roxane, die nicht nur äußerst schön, sondern auch im Umgang mit Bogen und Speer geübt war. Er verliebte sich in sie und um für sie frei zu sein, plante er seine königliche Gemahlin zu ermorden und mit dreihundert Anhängern einen Aufstand gegen Dareios II. anzuzetteln. Doch das Königspaar war ihm zuvorgekommen und hatte einen seiner Gefolgsleute Udiastes bestochen, der wiederum ihn im Zweikampf tötete. Für den geplanten Aufstand hatte Königin Parysatis Rache an der Familie des Terituchmes genommen und dessen Mutter, seinen Sohn, die Brüder Mitrostes und Helikos sowie weitere Geschwister umbringen lassen. Nur Stateira konnte der Rache dank der Fürsprache ihres Mannes entgehen.
Die Rebellion des Terituchmes war wahrscheinlich der von Xenophon für das Jahr 409/408 v. Chr. erwähnte Aufstand der Meder.